# Grubeulepis ecuadorensis
Grubeulepis ecuadorensis är en ringmaskart som beskrevs av Pettibone 1969. Grubeulepis ecuadorensis ingår i släktet Grubeulepis och familjen Eulepethidae. Inga underarter finns listade i Catalogue of Life.